# Antônio Luís Ferreira de Melo
Antônio Luís Ferreira de Melo (São José, 13 de junho de 1835 — São José, 30 de julho de 1885) foi um advogado e político brasileiro.
Filho de Luís Ferreira do Nascimento Melo e Anna Cândida Vieira da Rosa, casado com Ana Ernestina Xavier de Oliveira Câmara, irmã de João Pedro Xavier da Câmara. Eram tios do cardeal Dom Jaime de Barros Câmara.
Foi deputado à Assembleia Legislativa Provincial de Santa Catarina na 20ª legislatura (1874 — 1875) e na 24ª legislatura (1882 — 1883).
Foi alferes da 2ª Companhia do 2º Corpo de Cavalaria da Guarda Nacional. Foi também cavaleiro da Imperial Ordem da Rosa.